# طلای کلوئیدی

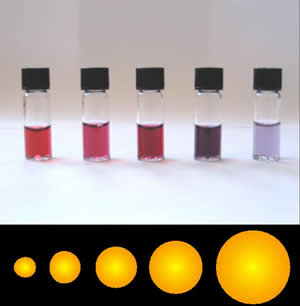
تعلیق نانو ذرات طلا با اندازه‌های مختلف. تفاوت اندازه تفاوت رنگ را ایجاد می‌کند..

طلای کلوئیدی یک سول (کلوئید) یا کلوئید از نانوذرات طلا در یک مایع، معمولاً آب است. کلوئید معمولاً به رنگ قرمز شدید (برای ذرات کروی کمتر از ۱۰۰ نانومتر) یا آبی / بنفش (برای ذرات کروی بزرگتر یا نانومیله) است.
با توجه به خصوصیات نوری، الکترونیک و خواص شناختی مولکولی، نانوذرات طلا موضوع تحقیق قابل توجهی هستند که بسیاری از آنها در زمینه‌های متنوعی از جمله میکروسکوپ الکترونی، الکترونیک، فناوری نانو، علم مواد و زیست پزشکی کاربرد دارند.
خواص نانوذرات طلا کلوئیدی و به همین ترتیب کاربردهای بالقوه آنها به شدت به اندازه و شکل آنها بستگی دارد. [۶] به عنوان مثال، ذرات میله مانند هر دو جذب (الکترومغناطیس) عرضی و طولی را دارند و ناهمسان‌گردی شکل بر خودمختاری آنها تأثیر می‌گذارد.

## تاریخچه

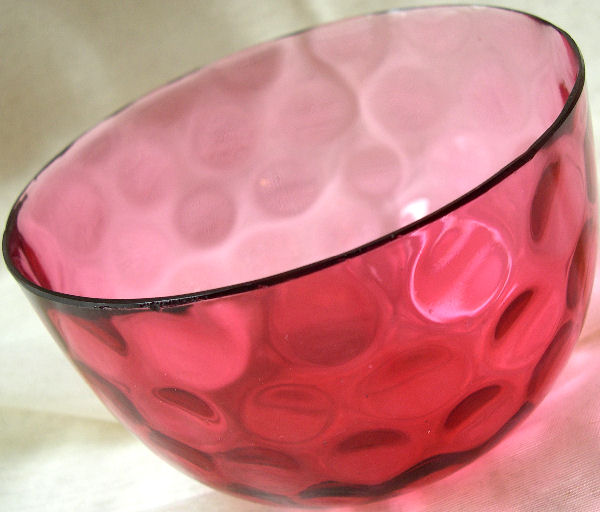
این کاسه شیشه ای کرانبری با اضافه کردن یک نمک طلا (احتمالاً کلرید طلا) به شیشه‌های مذاب ساخته شده‌است.

از دوران باستان به عنوان یک روش رنگ آمیزی شیشه ای(ویترای)، طلای کلوئیدی در جام Lycurgus در قرن چهارم مورد استفاده قرار گرفت که رنگ آن بسته به محل منبع نور تغییر می‌کند.
در طول قرون وسطی، طلای محلول، محلولی حاوی نمک طلا، برای خواص درمانی خود برای بیماری‌های مختلف شهرت داشت.
ارزیابی علمی مدرن از طلا کلوئیدی از زمان کارهای مایکل فارادی در سال‌های ۱۸۵۰ آغاز شد. در سال ۱۸۵۶، در یک آزمایشگاه زیرزمینی مؤسسه سلطنتی، فارادی تصادفی یک محلول قرمز یاقوتی ایجاد کرد در حالی که قطعاتی از برگ طلا بر روی اسلایدهای میکروسکوپ نصب شده بود. از آنجا که او در حال حاضر علاقه‌مند به خواص نور و ماده بود، فارادی بیشتر خواص نوری طلای کلوئیدی را بررسی کرد. او اولین نمونه خالص طلای کلوئیدی را در سال ۱۸۵۷ به عنوان «طلای فعال» آماده کرد. او از فسفر برای کاهش یک محلول کلرید طلا استفاده کرد. طلای کلوئیدی که فارادی ۱۵۰ سال پیش تولید کرد، هنوز فعال است. برای مدت زمان طولانی، ترکیب طلای یاقوتی نامشخص بود. تعدادی از شیمیدانان با توجه به آماده‌سازی آن، آن را ترکیب قلع طلا شناخته‌اند. فارادی متوجه شد که رنگ در واقع به دلیل اندازه کوچک ذرات طلا است. او به ویژگی‌های پراکندگی نور میکرو ذرات طلای معلق اشاره کرد که در حال حاضر به نام اثر فارادی تیندال (اثر تیندال)شناخته می‌شود.
در سال ۱۸۹۸، ریچارد آدولف زیگموندی (ریچارد ژیگموندی) اولین طلای کلوئیدی را در محلول رقیق ساخت. به غیر از زیگموندی، تئودور سودبرگ که دستگاه فرامیانگریز و گوستاو مای از اختراعات اوست، تئوری ای را برای پراکندگی و جذب ذرات کروی ارائه داد، او همچنین علاقه‌مند به ترکیب و خواص طلا کلوئیدی بود.
با پیشرفت فناوری‌های مختلف تحلیلی در قرن بیستم، مطالعات روی نانوذرات طلا سرعت گرفته‌است. روش‌های میکروسکوپی پیشرفته، مانند میکروسکوپ نیروی اتمی و میکروسکوپ الکترونی، بیشترین تأثیر را در تحقیقات نانوذرات داشته‌اند. با توجه به ترکیب نسبتاً آسان و پایداری بالا، ذرات طلای مختلف برای کاربرد عملی آنها مورد مطالعه قرار گرفته‌است. انواع مختلف نانوذرات طلا در بسیاری از صنایع مانند پزشکی و الکترونیک استفاده می‌شود. به عنوان مثال، چندینFDA سازمان غذا و دارو (آمریکا) نانوذرات مورد تأیید در حال حاضر در دارورسانی استفاده می‌شود.

## خواص فیزیکی

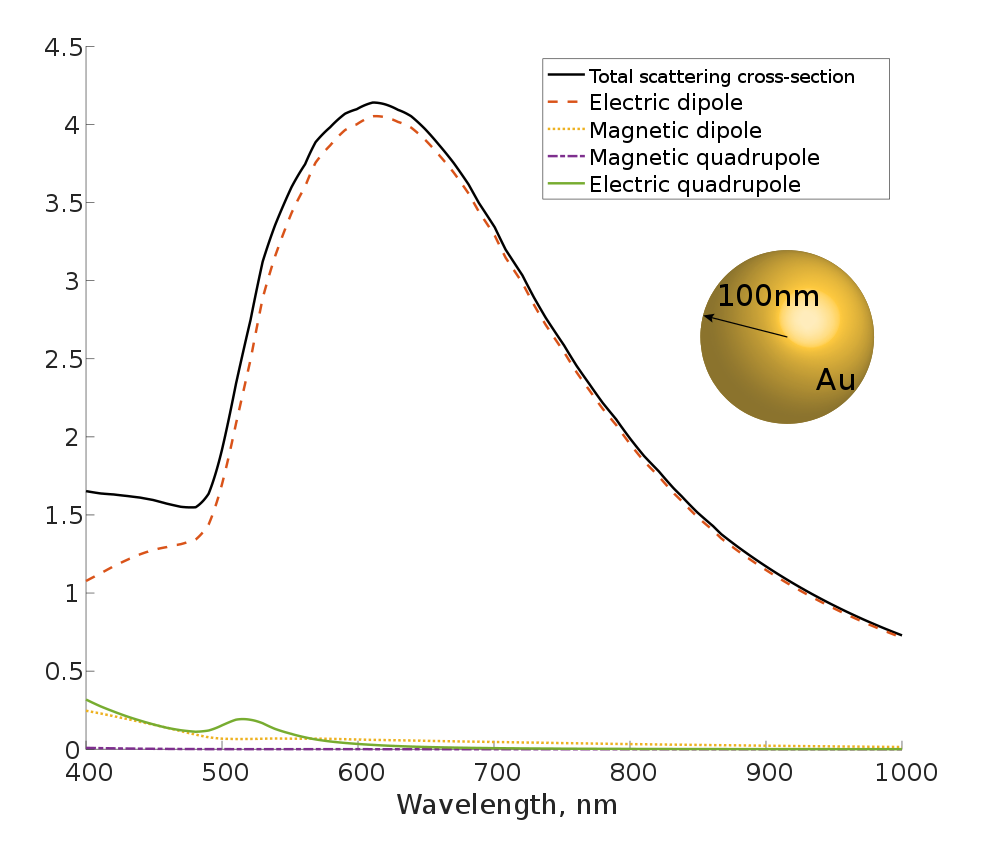
طلای کلوئیدی

### نوری
طلای کلوئیدی توسط هنرمندان برای قرن‌ها به علت تعامل نانوذرات با نور مرئی مورد استفاده قرار گرفته‌است. نانوذرات طلا نور را و در نتیجه رنگ از قرمز به آبی، به سیاه و در نهایت روشن و بی‌رنگ، بسته به اندازه ذرات، شکل، شاخص انکسار محلی، و وضعیت تجمع جذب و پراکنده می‌کنند. این رنگها به دلیل یک پدیده به نام تشدید پلاسمون سطحی(LSPR) ایجاد می‌شوند که در آن الکترونهای هدایت شده روی سطح نانوذرات در رزونانس با نور اولیه نوسان دارند.

### تأثیر اندازه
به عنوان یک قاعده کلی، طول موج نور جذب شده با افزایش اندازه ذرات نانو افزایش می‌یابد. به عنوان مثال، نانوذرات شبه کروی با قطرهای حدوداً ۳۰ نانومتر حداکثر جذب LSPR در حدود ۵۳۰ نانومتر دارند.

### تأثیر شاخص انکسار محلی
تغییرات در رنگ ظاهری یک محلول نانوذره طلا همچنین می‌تواند ناشی از محیط زیستی باشد که طلای کلوئیدی در آن به حالت تعلیق درآمده است. خواص نوری نانوذرات طلا به شاخص شکست در نزدیکی سطح نانوذرات وابسته است، بنابراین هر دو مولکول مستقیماً بر روی سطح نانوذره چسبیده‌اند. (یعنی لیگاندهای نانوذرات) و/یا حلال (شیمی) نانوذرات هردو ممکن است روی ویژگی‌های نوری مشاهده شده تأثیر گذارند. همان‌طور که شاخص شکست در نزدیکی سطح طلا افزایش می‌یابد، LSPR به طول موج‌های طولانی تغییر می‌یابد. علاوه بر محیط حلال، ضریب شکست را می‌توان با پوشش نانوذرات با پوسته‌های نارسانا مانند سیلیکا، مولکول‌های زیستی یا اکسید آلومینیوم وفق داد.

### تأثیر تراکم
وقتی ذرات نانو ذرات طلا جمع می‌شوند، خواص نوری ذرات تغییر می‌کنند، زیرا اندازه مؤثر ذرات، شکل و محیط دی الکتریک همه تغییر می‌کند.

## ترکیب

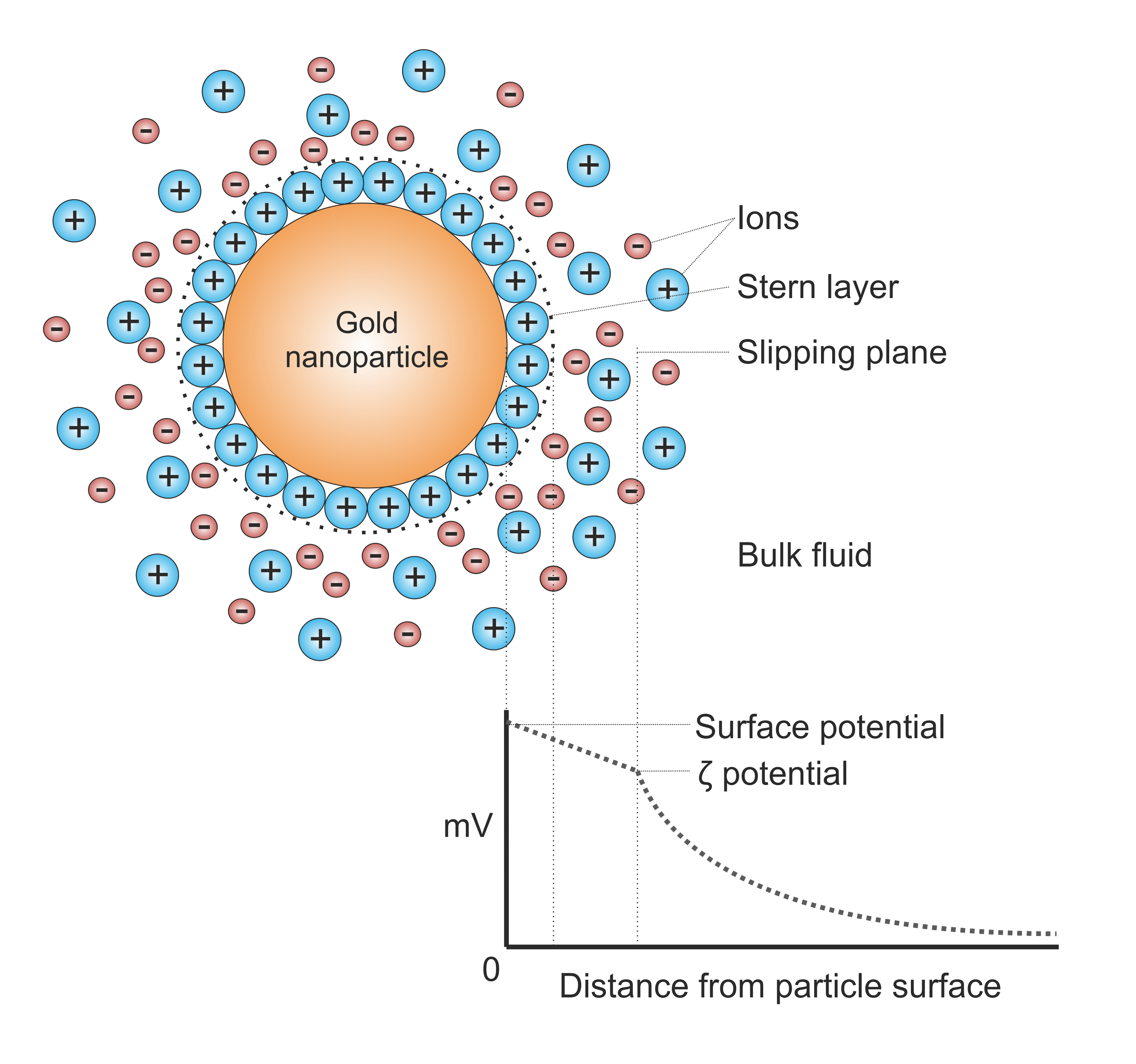
اختلاف پتانسیل به عنوان تابع فاصله از سطح ذرات

به‌طور کلی، نانوذرات طلا در یک مایع ("روش‌های شیمیایی مایع") با کاهش (اکسایش-کاهش) کلروآریک اسید تولید می‌شود. برای جلوگیری از جمع شدن ذرات، عوامل ثبات دهنده اضافه می‌شوند. سیترات هر دو به عنوان عامل کاهش دهنده و تثبیت کننده کلوئیدی عمل می‌کند.
آنها می‌توانند با لیگاندهای آلی مختلف برای ایجاد هیبریدهای آلی-معدنی با قابلیت‌های پیشرفته مورد استفاده قرار گیرند.

### روش ترکویچ
این روش ساده توسط J. Turkevich و همکاران در سال 1951 ابداع و توسط G. Frens در ۱۹۷۰ اصلاح شده‌است. این روش نانوذرات طلای کروی نیمه نازک تقریباً یکنواخت ۱۰–۲۰ نانومتر را تولید می‌کند. در این روش، کلروآریک اسید گرم در واکنش با محلول سدیم سیترات (نمک میوه) طلای کلوئیدی را تولید می‌کند. واکنش Turkevich از طریق تشکیل نانوسیم‌های گذرا حاصل می‌شود. این نانوسیمهای طلا دلیل تیرگی ظاهر محلول واکنش قبل از تبدیل به قرمز یاقوتی است.

### روش پرالت
این رویکرد، که توسط Perrault و Chan در سال ۲۰۰۹ کشف شد، از هیدروکینون برای کاهش {\displaystyle {\ce {HAuCl4}}} در یک محلول آبی که حاوی ۱۵ نانومتر دانه‌های نانو ذرات طلا است استفاده می‌کند. این روش ترکیب مبتنی بر بذر شبیه آنچه که در گسترش فیلم‌های عکاسی استفاده شده‌است می‌باشد، که در آن دانه‌های نقره درون فیلم از طریق افزودن نقره بر روی سطح آنها رشد می‌کنند. به همین ترتیب، نانوذرات طلا می‌توانند در ارتباط با هیدروکینون عمل کنند تا کاهش یون طلا بر روی سطح آنها را کاتالیز کنند. وجود یک تثبیت کننده مانند سیترات، باعث رسوب اتمهای طلا به ذرات و رشد می‌شود. به‌طور معمول دانه‌های نانو ذرات با استفاده از روش سیترات تولید می‌شوند. این روش هیدروکینون روش Frens را تکمیل می‌کند، زیرا گستره ای از اندازه ذرات کروی مونو دی اسپرزی را که می‌توان تولید کرد، گسترش می‌دهد. در حالی که روش Frens ایده‌آل برای ذرات ۱۲–۲۰ نانومتر است، روش هیدروکینون می‌تواند ذرات حداقل ۳۰ تا ۳۰۰ نانومتر تولید کند.

### روش مارتین
این روش ساده، که توسط مارتین و ائه در سال 2010 کشف شده است،  نانوذرات طلای "برهنه" تقریباً یکنواخت را در آب تولید می کند. دقیقاً کنترل استوکیومتری کاهش را با تنظیم نسبت یون NaBH4-NaOH به یون HAuCl4-HCl در منطقه شیرین همراه با حرارت، امکان تنظیم قطر مجاز بین 3-6 نانومتر را فراهم می کند. ذرات آبی به دلیل غلظت بالا از یون های اضافی در محلول، به شکل کلوئیدی پایدار هستند. این ذرات می توانند با ویژگی های مختلف هیدروفیلی پوشش داده شوند یا با لیگاند های آب‌گریز برای کاربرد در حلال های غیر قطبی مخلوط شوند. در حلالهای غیر قطبی، نانوذرات به شدت شارژ باقی می مانند و خود را در قطرات مایع قرار می دهند تا از دوزهای نانو ذرات نانو تشکیل شوند.

### مطالعات نانوتکنولوژی
Bacillus licheniformis (نوعی باکتری) را می توان در سنتز نانوکابل های طلای با اندازه های بین 10 تا 100 نانومتر مورد استفاده قرار داد.  نانوذرات طلا معمولاً در دمای بالا در حلال های آلی یا با استفاده از واکنش های سمی تولید می شوند. باکتری ها آنها را در شرایط بسیار ملایم تولید می کند.

### روش ناوارو و همکاران
برای ذرات بزرگتر از 30 نانومتر، کنترل اندازه ذرات با پلییدیزاسیون کم از نانوذرات کروی طلایی چالش برانگیز است. به منظور ارائه حداکثر کنترل بر ساختار NP، ناوارو و همکاران از یک روش Turkevitch-Frens اصلاح شده با استفاده از استیل ساتون سدیم سدیم (acac) به عنوان عامل کاهش دهنده و سدیم سیترات به عنوان تثبیت کننده استفاده کردند.